# Rolfbach
Der Rolfbach ist ein etwa 5 km langer rechter Nebenfluss des Bruchbachs auf dem Gebiet des nordrhein-westfälischen Kreises Gütersloh.
Der Fluss entspringt westlich von Borgholzhausen im Ortsteil Berghausen und mündet südöstlich von Bockhorst in den Bruchbach.
Der Rolfbach überwindet während seiner Fließstrecke einen Höhenunterschied von 51 Metern, 
somit ergibt sich ein mittleres Sohlgefälle von 10,0 ‰.	